# باربرا افيدون
باربرا افيدون (بالإنجليزية: Barbara Avedon)‏ هي كاتِبة أمريكية، ولدت في 14 يونيو 1925 في نيويورك في الولايات المتحدة، وتوفيت في 31 أغسطس 1994 في بالم سبرينغس في الولايات المتحدة.

## وصلات خارجية
- باربرا افيدون على موقع IMDb (الإنجليزية)
- باربرا افيدون على موقع ميتاكريتيك (الإنجليزية)
- باربرا افيدون على موقع ألو سيني (الفرنسية)
- باربرا افيدون على موقع أول موفي (الإنجليزية)
- باربرا افيدون على موقع قاعدة بيانات الفيلم (الإنجليزية)
- باربرا افيدون على موقع كينوبويسك (الروسية)